# Two Much - Uno di troppo
Two Much - Uno di troppo (Two Much) è un film del 1995 diretto da Fernando Trueba.
Film commedia con intrepreti Antonio Banderas, Melanie Griffith e Daryl Hannah, è il remake della pellicola francese Le Jumeau di Yves Robert; entrambi i film sono tratti dal romanzo Two Much di Donald E. Westlake.

## Trama
Art Dodge, gallerista in crisi, vive di espedienti cercando di vendere quadri di poco valore a donne ricche e vedove. L'incontro con Betty, ex moglie di un potente boss mafioso, lo metterà nei guai, se non bastasse, si innamorerà della bella ed intellettuale sorella di Betty, Liz. Per risolvere i suoi guai e conquistare il cuore di Liz, Art, si inventerà un fratello gemello, Bart, dando vita ad una girandola di equivoci.

## Curiosità
- Per il suo ruolo Antonio Banderas venne candidato al premio Goya, mentre le co-protagoniste Melanie Griffith e Daryl Hannah ai Razzie Awards.
- Antonio Banderas e Melanie Griffith avviarono una relazione sentimentale proprio sul set del film, sposandosi nel 1996.
- Le riprese si sono svolte in Florida tra il 25 gennaio e il 15 aprile 1995. Uscì in Spagna il 1º dicembre 1995, negli Usa il 15 marzo 1996 e in Italia il 14 febbraio.